# Andreas-Gryphius-Preis
Der Andreas-Gryphius-Preis ist ein deutscher Literaturpreis.

## Geschichte
Der Andreas-Gryphius-Preis, der in erster Linie das Gesamtwerk würdigt, wurde erstmals 1957 in Düsseldorf verliehen. Seit 1990 wird er von der Künstlergilde Esslingen in Glogau vergeben, wo Andreas Gryphius 1616 geboren wurde und bis zum Tod im Jahre 1664 lebte. 
Mit dem Literaturpreis werden Autoren und Übersetzer ausgezeichnet, deren Publikationen deutsche Kultur in Mittel-, Ost- und Südosteuropa reflektieren und die zur Verständigung zwischen Deutschen und ihren östlichen Nachbarn beitragen.
Der Preis war anfangs mit 25.000 DM dotiert. Zusätzlich wurde ein mit 7.000 DM dotierter Sonderpreis verliehen, der auch als Stipendium vergeben werden konnte. Aufgrund von Sparmaßnahmen wurde 2000 die finanzielle Unterstützung der Künstlergilde durch das Bundesministerium des Innern bzw. den Beauftragten der Bundesregierung für Kultur und Medien eingestellt. Der Preis wurde daher bis 2008 nicht mehr vergeben.
Nachdem ein Preisgeld durch eine private Stiftung  finanziert werden konnte, wird der Preis seit 2009 wieder jährlich verliehen.

## Preisträger (Auswahl)
- 1957–1970 (summarisch): Edzard Schaper, Horst Lange, Jean Gebser, Siegfried von Vegesack, Sigismund von Radecki[3]
- 1957: Heinz Piontek (Hauptpreis), Gerhart Pohl
- 1958: Edzard Schaper
- 1959: August Scholtis (Hauptpreis)
- 1960: Horst Lange
- 1961: Getrud Fussenegger (Hauptpreis)
- 1962: Karl Dedecius (Förderpreis), Jean Gebser
- 1963: Wolfgang Schwarz (Ehrengabe), Siegfried von Vegesack
- 1964: Sigismund von Radecki
- 1965: Josef Mühlberger, Peter Jokostra
- 1966: Johannes Urzidil (Hauptpreis), Hans Lipinsky-Gottersdorf, Ernst Günther Bleisch (Förderpreis)
- 1967: Arnold Ulitz, Horst Bienek (Ehrengabe)
- 1968: Rudolf Pannwitz
- 1969: Manfred Bieler, Oskar Pastior (Förderpreis)
- 1970: Kurt Heynicke, Dagmar Nick (Ehrengabe), Barbara König (Ehrengabe)
- 1971: Wolfgang Koeppen (Hauptpreis), Horst Wolff (Förderungspreis)[4]
- 1972: Günter Eich, Walter Kempowski (Ehrengabe), Ilse Tielsch (Ehrengabe), Georg Hermanowski (Ehrengabe), Gertrud Fussenegger
- 1973: Wolfgang Weyrauch, Elisabeth Kottmeier (Ehrengabe), Hans-Jürgen Heise (Ehrengabe), Zenta Mauriņa (Ehrengabe)
- 1974: Peter Huchel, Annemarie in der Au (Ehrengabe)
- 1974: Franz Liebl (Ehrengabe)
- 1975: Frank Thiess, Walter Richter-Ruhland (Ehrengabe)[5]
- 1976: Karin Struck (Hauptpreis), Carl Guesmer (Förderpreis), Tamara Ehlert (Förderpreis)
- 1977: Reiner Kunze (Hauptpreis), Rose Ausländer, Rudolf Günter Langer
- 1978: Hanns Gottschalk, Arno Surminski
- 1979: Siegfried Lenz (Hauptpreis), Gertrud von den Brincken (Ehrengabe), Harald Kaas (Förderungspreis)[6]
- 1980: Saul Friedländer, Esther Knorr-Anders (Ehrengabe), Heinz Georg Podehl (Ehrengabe)
- 1981: Ernst Vasovec, Ulrich Schacht (Förderpreis)
- 1982: Franz Tumler
- 1983: Horst Bienek, Ulla Berkéwicz (Förderpreis), Heddy Pross-Weerth (Ehrengabe)
- 1984: Hans Sahl
- 1985: Ernst Günther Bleisch (Der Philosoph Günther Anders hatte den Preis aus politischen Gründen abgelehnt.)
- 1986: Hans Werner Richter, Frieder Schuller (Förderpreis)
- 1987: Otfried Preußler für sein Gesamtwerk, Helga Lippelt (Förderpreis), Utz Rachowski (Förderpreis)
- 1988: Martin Gregor-Dellin
- 1989: Ilse Tielsch (Hauptpreis für ihr Gesamtwerk), Michael Wieck (Ehrengabe für Zeugnis vom Untergang Königsbergs)
- 1990: Peter Härtling (Hauptpreis), Christian Saalberg (Ehrengabe)
- 1991: Ota Filip (Hauptpreis), Helga Schütz (Ehrengabe), Franz Hodjak (Ehrengabe), Ernest Wichner (Förderpreis)
- 1992: Janosch (Horst Eckert; Hauptpreis), Paweł Huelle (Förderpreis)
- 1993: Dagmar Nick
- 1994: Hans-Jürgen Heise
- 1995: Andrzej Szczypiorski (Hauptpreis), Hanns Cibulka (Ehrengabe)
- 1996: Jiří Gruša, Olly Komenda-Soentgerath (Ehrengabe)
- 1997: Karl Dedecius (Hauptpreis), Uwe Grüning (Förderpreis)
- 1998: Milo Dor
- 1999: Stefan Chwin für sein Gesamtwerk, insbesondere für den Roman Tod in Danzig
- 2009: Arno Surminski
- 2010: Renata Schumann
- 2011: Michael Zeller
- 2012: Monika Taubitz[7][8]
- 2013: Hans Bergel[9][10]
- 2014: Therese Chromik, Leonie Ossowski[11]
- 2015: Erich Pawlu[12]
- 2016: Jenny Schon[13]
- 2017: Tina Stroheker
- 2018: Catalin Dorian Florescu
- 2019: Benedikt Dyrlich
- 2020: Traian Pop[14]
- 2022: Bernd Kebelmann, Jörg Bernig[15]
- 2023: Ilse Hehn
- 2024: Edward Białek
- 2025: Ursula Haas (Ehrenpreis)[16]